# Tramwaje w Wuhłehirśku
Tramwaje w Wuhłehirśku – system komunikacji tramwajowej działający w Wuhłehirśku od 10 listopada 1958 r. do 28 czerwca 1980 r.
System posiadał dwie linie, które zostały zastąpione przez trolejbusy w 1982.

## Tabor
W Wuhłehirśku eksploatowano 7 tramwajów typu KTM-1 o nr od 1 do 7 oraz 7 tramwajów KTM-2 nr od 51 do 57.